# Mallorca Magazin

Logo 2025

Logo 2021

Das Mallorca Magazin ist eine deutsche Wochenzeitung auf Mallorca. Gegründet wurde sie 1971 zu Beginn des Tourismus-Booms auf Mallorca.

## Themen
Die deutschsprachige Auslandspublikation richtet sich sowohl an deutschsprachige Urlauber als auch an die auf der Insel lebenden Residenten. Als reine Lokalzeitung, gemacht von zehn ausgebildeten deutschen Redakteuren, behandelt das Mallorca Magazin fast ausschließlich Inselthemen. Das Mallorca Magazin wird häufig in deutschen Medien zitiert und hat dadurch auch eine Funktion als Multiplikator für Mallorca-Sujets. Veröffentlicht werden auch das deutsche empfangbare Fernsehprogramm und Ärzteadressen.

## Auflage und Vertrieb
Die Auflage beträgt – je nach Saison – zwischen 23.000 bis 32.000 Exemplaren. Die durchschnittliche Seitenzahl liegt bei 88 Seiten. Knapp ein Drittel der stets donnerstags erscheinenden Auflage geht in die D-A-CH-Länder; es gibt dort einen festen Abonnentenstamm, darüber hinaus einen Kioskverkauf an Bahnhöfen, Flughäfen und anderen strategisch wichtigen Punkten. Auf Mallorca erfolgt der Vertrieb weitgehend über Kioske und Läden. Das Mallorca Magazin erscheint im Verlag Grupo Serra des Verlegers Pere Antoni Serra Bauzà, dem führenden Medienunternehmen auf den Balearen.

## Autoren und Mitarbeiter
Bekannte Autoren des Mallorca Magazins waren Herbert Heinrich (1922–2012) und Josep Moll i Marquès (1934–2007).